# Brève gracieuse
Erythropitta venusta
Espèce
Statut de conservation UICN

 VU  : Vulnérable
La Brève gracieuse (Erythropitta venusta) est une espèce de passereaux de la famille des Pittidae. D'après Alan P. Peterson, c'est une espèce monotypique.

## Répartition et habitat
Cette espèce est endémique de l'île de Sumatra en Indonésie. Elle vit sur le sol et dans les sous-bois des forêts vallonnées de Dipterocarpaceae et des forêts tropicales humides de basse montagne, entre 400 et 1 400 m d'altitude. Elle aime les zones sombres et humides.

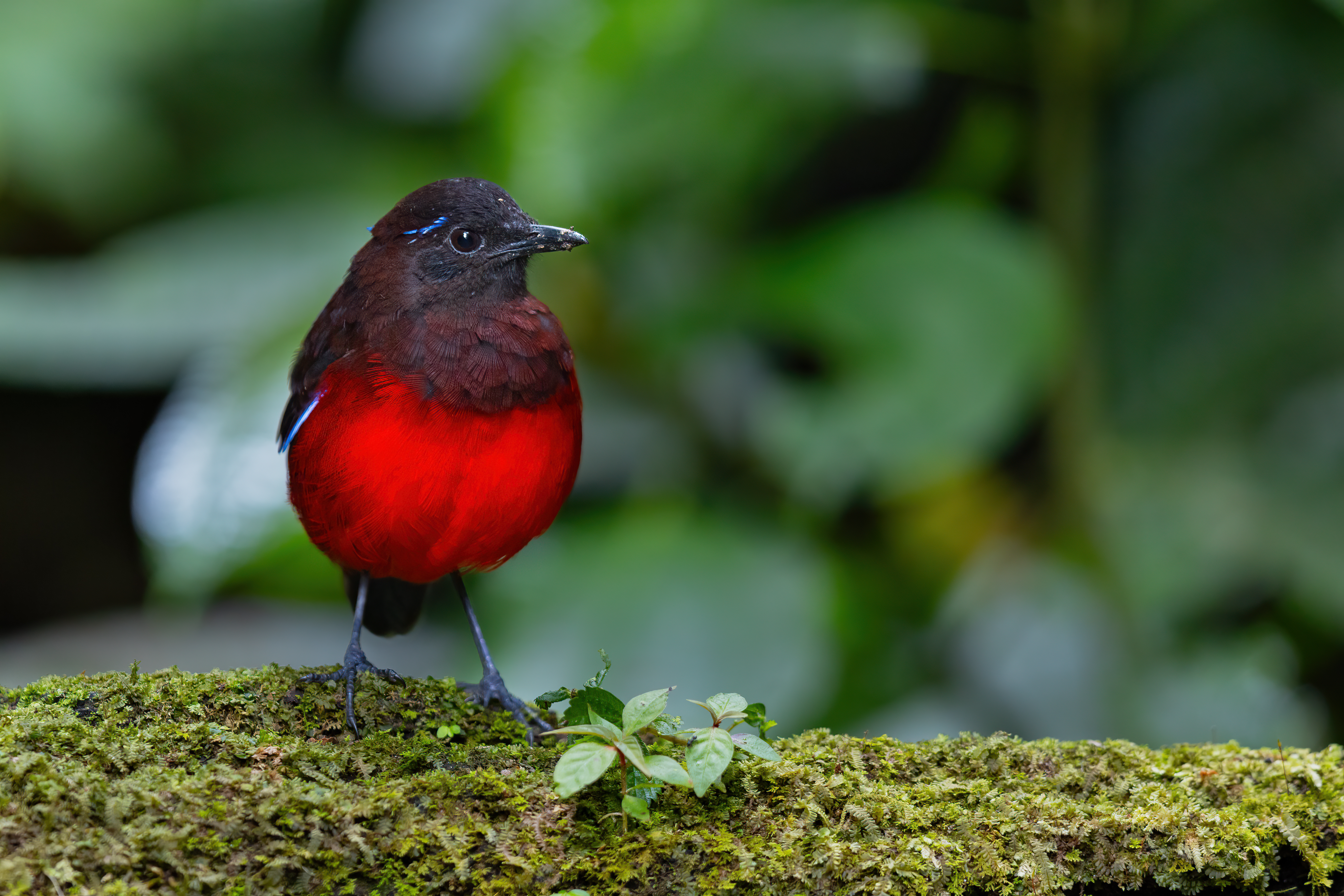

## Statut
Cette espèce est considérée vulnérable par l'Uicn du fait de la perte de son habitat ou par capture non voulu par des braconniers, la principale menace étant la déforestation en vue de créer des plantations d'huile de palme.